# سور فارانغر
سور فارانغر (بالنرويجية: Sør-Varanger)‏ هي بلدية في مقاطعة فينمارك، النرويج. المركز الإداري للبلدية هي بلدة شيركنيس. من بين القرى الأخرى في البلدية بيورنفاتن، وبوغوينيس، وإلفنيس، وغرينسه ياكوبسيلف، وهسنغ، وياكوبسنيس، ونايدن، وساندنيس.

## المناخ
يظهر الجدول التالي التغييرات المناخية على مدار السنة لسور فارانغر:
| البيانات المناخية لـسور فارانغر            | البيانات المناخية لـسور فارانغر | البيانات المناخية لـسور فارانغر | البيانات المناخية لـسور فارانغر | البيانات المناخية لـسور فارانغر | البيانات المناخية لـسور فارانغر | البيانات المناخية لـسور فارانغر | البيانات المناخية لـسور فارانغر | البيانات المناخية لـسور فارانغر | البيانات المناخية لـسور فارانغر | البيانات المناخية لـسور فارانغر | البيانات المناخية لـسور فارانغر | البيانات المناخية لـسور فارانغر | البيانات المناخية لـسور فارانغر |
| الشهر                                      | يناير                           | فبراير                          | مارس                            | أبريل                           | مايو                            | يونيو                           | يوليو                           | أغسطس                           | سبتمبر                          | أكتوبر                          | نوفمبر                          | ديسمبر                          | المعدل السنوي                   |
| ------------------------------------------ | ------------------------------- | ------------------------------- | ------------------------------- | ------------------------------- | ------------------------------- | ------------------------------- | ------------------------------- | ------------------------------- | ------------------------------- | ------------------------------- | ------------------------------- | ------------------------------- | ------------------------------- |
| متوسط درجة الحرارة الكبرى °م (°ف)          | −8.2 (17.2)                     | −7.8 (18.0)                     | −3.8 (25.2)                     | 0.6 (33.1)                      | 5.7 (42.3)                      | 12.5 (54.5)                     | 16.1 (61.0)                     | 13.9 (57.0)                     | 8.8 (47.8)                      | 2.4 (36.3)                      | −2.8 (27.0)                     | −5.9 (21.4)                     | 2.6 (36.7)                      |
| المتوسط اليومي °م (°ف)                     | −11.8 (10.8)                    | −11.3 (11.7)                    | −7.4 (18.7)                     | −2.4 (27.7)                     | 3.0 (37.4)                      | 8.5 (47.3)                      | 12.1 (53.8)                     | 10.5 (50.9)                     | 6.2 (43.2)                      | 0.4 (32.7)                      | −5.5 (22.1)                     | −9.7 (14.5)                     | −0.6 (30.9)                     |
| متوسط درجة الحرارة الصغرى °م (°ف)          | −16.2 (2.8)                     | −15.1 (4.8)                     | −10.8 (12.6)                    | −5.7 (21.7)                     | 0.0 (32.0)                      | 5.2 (41.4)                      | 8.7 (47.7)                      | 7.5 (45.5)                      | 3.6 (38.5)                      | −1.9 (28.6)                     | −8.7 (16.3)                     | −13.4 (7.9)                     | −3.9 (25.0)                     |
| الهطول مم (إنش)                            | 32 (1.3)                        | 23 (0.9)                        | 21 (0.8)                        | 20 (0.8)                        | 23 (0.9)                        | 41 (1.6)                        | 60 (2.4)                        | 62 (2.4)                        | 47 (1.9)                        | 35 (1.4)                        | 33 (1.3)                        | 33 (1.3)                        | 430 (16.9)                      |
| متوسط أيام هطول الأمطار (≥ 1 mm)           | 8.5                             | 6.5                             | 6.0                             | 6.2                             | 6.0                             | 8.2                             | 8.9                             | 10.5                            | 9.8                             | 9.5                             | 8.6                             | 9.0                             | 97.7                            |
| المصدر: Norwegian Meteorological Institute |                                 |                                 |                                 |                                 |                                 |                                 |                                 |                                 |                                 |                                 |                                 |                                 |                                 |

## توأمة
لسور فارانغر اتفاقيات توأمة مع كل من:
- Inari, Finland [الإنجليزية]‏
- سفيرومورسك

## أعلام
- هيلغا بيديرسين